# Hovtva, Kozelșciîna
Hovtva (în ucraineană Говтва) este localitatea de reședință a comunei Hovtva din raionul Kozelșciîna, regiunea Poltava, Ucraina.

## Demografie
Componența lingvistică a localității Hovtva
     Ucraineană (93,53%)
     Rusă (6,47%)
Conform recensământului din 2001, majoritatea populației localității Hovtva era vorbitoare de ucraineană (93,53%), existând în minoritate și vorbitori de rusă (6,47%).